# Wolfsblut (Roman)

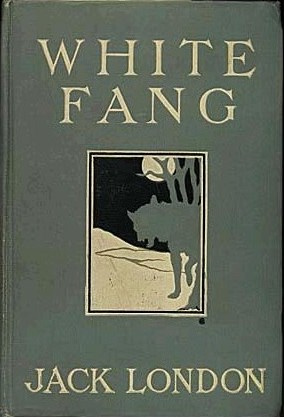
White Fang, Erstausgabe 1906

Wolfsblut (englischer Originaltitel White Fang) ist ein 1906 erschienener Roman des US-amerikanischen Schriftstellers Jack London, der um 1900 im Norden Amerikas und in Kalifornien spielt.
Der Roman variiert das Thema von Londons Buch Ruf der Wildnis, in dem ein domestizierter Hund sich in ein wildes Tier zurückverwandelt. Diese Erzählung wird in Wolfsblut umgekehrt: Hier wandelt sich ein Wildtier in ein zivilisiertes, an den Menschen und die Gesellschaft gewöhntes Wesen.

## Handlung
Der Roman beginnt mit einer dramatischen Begegnung zwischen hungrigen Wölfen und Menschen mit Schlittenhunden. Es herrscht eine schlimme Hungersnot, und das Rudel Wölfe verfolgt die Menschen und ihre Hunde, um an Nahrung zu kommen. Wolfsbluts Mutter Kiche spielt hierbei eine wichtige Rolle; denn sie ist nur zur Hälfte ein Wolf. In dieser Zeit lernt sie Wolfsbluts Vater kennen, einen reinrassigen Wolf.
Im nächsten Teil des Romans werden Wolfsbluts erste Lebensmonate erzählt: wie er mit seiner Mutter in ein Indianerlager kommt und dort seine Jugend verbringt. Er wird bald von seiner Mutter getrennt und streitet sich viel mit den anderen Hunden der Indianer. Für die Indianer stellt sich Wolfsblut als besonders guter Schlittenhund heraus. Später wird er als Leithund eingesetzt und von den anderen Hunden gehasst, da er eine besondere Behandlung bekommt. Er muss den Hunden nach Abnahme des Zuggeschirrs täglich seine Kraft beweisen. 
Wolfsblut wird dann für ein paar Flaschen Whiskey an einen Mann, der Hundekämpfe abhält und grausam ist, verkauft. Er kämpft gegen Hunde und gegen ein Luchsweibchen, das frisch gefangen wurde. Bei seinem letzten Kampf mit einer Bulldogge, der für ihn beinahe tödlich endet, rettet ihn schließlich Weedon Scott. Scott stammt aus San Francisco in Kalifornien.
Er ist Minenexperte und steht mit der Obrigkeit in freundschaftlichen Beziehungen. Darum greift keiner ein, als er Wolfsblut rettet. Er kauft den Hund für 150 Dollar. Scott pflegt das geschundene Tier gesund, welches ihm langsam vertraut. Wolfsblut sieht Scott schließlich als seinen neuen Herrn an und erlebt mit ihm viele Abenteuer. 
Scott nimmt ihn nach langen Überlegungen mit nach Kalifornien. Hier muss sich Wolfsblut an das Leben in der Zivilisation anpassen, was für ihn nicht so leicht ist; aber es gelingt ihm. Die Familie von Scott und die Familienhündin Collie sind anfangs nicht begeistert, dass er einen Wolf aus dem Norden mitbringt. Das ändert sich erst langsam, besonders als Wolfsblut seinen Herrn nach einem Reitunfall rettet.
Die Familie schließt ihn umso mehr ins Herz, als Wolfsblut sie vor einem geflohenen Sträfling rettet, der von Scotts Vater, einem ehemaligen Richter, in seinem letzten Amtsjahr verurteilt worden war. Er kommt dabei fast um, wird aber von der Familie gesund gepflegt. Am Ende der Erzählung spielt er noch mit seinen Jungen, die er gemeinsam mit Collie, der Hündin der Scotts, hat.

## Ausgaben

### Übersetzung ins Deutsche
- Jack London: Wolfsblut. Friedrich Ernst Fehsenfeld, Freiburg im Breisgau 1912 (Originaltitel: White Fang. Übersetzt von Marie Laue).

## Verfilmungen
Das Buch wurde wiederholt verfilmt:
- White Fang (1925)
- White Fang (1936)
- Wolfsblut (1946), russische Verfilmung von Aleksander Sguridi
- Wolfsblut (1973), italienischer Film, basierend auf dem Roman (Originaltitel: Zanna Bianca)
- Wolfsblut (1991), Film der Walt Disney Company, basierend auf dem Roman
- White Fang (1993), TV-Serie
- Die Abenteuer von Wolfsblut (2018)
- Wolfsblut (Zeichentrickserie), französisch-kanadische Zeichentrickserie aus den Jahren 1991 bis 1992